# Laktacja u samców
Laktacja u samców – produkcja mleka przez gruczoły mlekowe samców w obecności bodźców fizjologicznych związanych ze ssącym potomstwem. Została dobrze udokumentowana u nietoperza Dyacopterus spadiceus. W medycynie nie ma wiarygodnie udokumentowanych przypadków laktacji męskiej u człowieka, choć w literaturze popularnej jest wiele opisów laktacji u mężczyzn, np. u Louise Erdrich w The Antelope Wife, w rzeczywistości jednak będących opisami mlekotoku, objawu dobrze udokumentowanego u człowieka.
Noworodki obu płci mogą okazjonalnie produkować mleko (tzw. "mleko czarownic"), nie uznaje się tego za laktację męską.
Laktacja u mężczyzn stała się również przedmiotem zainteresowania Alexandra von Humboldta, który w Voyage aux régions équinoxiales du Nouveau Continent donosi o mieszkańcu wioski Arenas w okolicy Cumana, który miał rzekomo żywić swego syna przez trzy miesiące podczas choroby matki. Również Karol Darwin komentował to zjawisko w The Descent of Man, and Selection in Relation to Sex (1871). Zwracał on uwagę na szczątkowy sutek u wszystkich samców ssaków, w tym u człowieka. Uważał, że w pewnych warunkach mógłby on dostarczać mleka. Podawał dalej przykład sporadycznego powiększenia sutka podczas infekcji odry.
Darwin później uznawał za prawie doskonałą funkcję sutka męskiego w porównaniu z bardzo zredukowaną łagiewką sterczową, spekulując, że obie płcie mogły karmić swe młode u wczesnych przodków ssaków, a następnie u ssaków nastąpiła inaktywacja gruczołów piersiowych u samców we wczesnym wieku.

## Ewolucja i biologia
Obserwowano laktację u samców ssaków wielu gatunków w niezwykłych, patologicznych warunkach, jak ekstremalny stres, podczas karmienia wykastrowanych osobników fitoestrogenami bądź w przypadku guzów przysadki. Przedstawiono następującą hipotezę: większość samców może łatwo rozwinąć zdolność wydzielania mleka, ale nie zapewnia to tym osobnikom żadnej przewagi ewolucyjnej. Nie daje też żadnych korzyści ich gatunkowi. O ile samce mogą teoretycznie powiększyć swe szanse na przekazanie własnych genów poprzez żywienie swego potomstwa własnym mlekiem, jednakże w większości wykształciły one inne strategie, takie jak parzenie się z wieloma partnerkami. W rzeczywistości bardzo nieliczne gatunki wykorzystują laktację u samców. Nie zostało jeszcze dobrze wyjaśnione, jakie czynniki ewolucyjne wpływają na rozwój tej cechy.

## Przykłady
Zjawisko laktacji u samców pojawiło się u kilku gatunków, w tym u nietoperza Dyacopterus spadiceus. Wydzielające mleko samce mogą pomagać w karmieniu swych dzieci. Znane są także kozły wydzielające mleko okazjonalnie. W rzadkich przypadkach samce kotów mogą produkować mleko w odpowiedzi na stymulację przez kociątka, w szczególności jeśli były wysterylizowane.

## U człowieka
Zjawisko udanego męskiego karmienia piersią obserwowano w wiarygodny sposób w kilku przypadkach. Jednakże nie zostały udokumentowane wystarczająco dobrze, by umożliwiło to wykluczenie prawdopodobnego patologicznego mlekotoku.